# Движение за демократические перемены
«Движение за демократические перемены — Цвангираи» (англ. Movement for Democratic Change – Tsvangirai; MDC-T) — политическая партия в Зимбабве, возглавлявшаяся бывшим премьер-министром страны Морганом Цвангираи.

## История

### Возникновение
Движение возникло для противодействия референдуму по изменению конституции, который состоялся 12-13 февраля 2000 года. В 2005 году партия раскололась, и с тех пор в стране действуют два Движения за демократические перемены — более влиятельная MDC-T (Movement for Democratic Change — Tsvangirai) и MDC-N (Movement for Democratic Change — Ncube; ранее — MDC-M, Movement for Democratic Change — Mutambara).
В 2009 году ДДП и его главный оппонент — «Зимбабвийский африканский национальный союз — Патриотический фронт» — заключили соглашение о формировании правящей коалиции; лидер ДДП Морган Цвангираи стал премьер-министром.

### 2018–2022: раскол
MDC-T дожила до отстранения Мугабе от должности в ноябре 2017 года, но Цвангираи заболел раком толстой кишки и умер 14 февраля 2018 года. Нельсон Чамиза стал исполняющим обязанности председателя партии и баллотировался в качестве кандидата в президенты от партии на выборах 2018 года в соответствии с соглашением MDC Alliance.
22 апреля 2018 года Токозани Хуфе была избрана председателем MDC-T на внеочередном конгрессе в Булавайо. После этого три партии-члена, которые были осколками первоначального MDC (MDC-T, MDC-N и PDP), воссоединились, чтобы сформировать единую политическую партию под названием MDC-Alliance. Нельсон Чамиза был избран председателем партии на Конгрессе MDC, состоявшемся в мае 2019 года. Однако 28 мая 2020 года суд постановил, что MDC-Alliance является партией.
В апреле 2020 года Верховный суд признал Хуфе лидером MDC-T.
В декабре 2020 года Дуглас Мвонзора снял Хуфе с поста председателя партии на фоне серьёзных заявлений ее сторонников о насилии и мошенничестве. В сентябре 2021 года Дуглас Мвонзора возглавил MDC Alliance.
В январе 2022 года Чамиза основал «Гражданскую коалицию за перемены» (ГКП). В марте Хуфе призвала зимбабвийцев голосовать за ГКП на дополнительных выборах в том же месяце.

## Руководство
- Морган Цвангираи — председатель партии с 30 сентября 1999 года по 14 февраля 2018 года.
- Нельсон Чамиза — исполняющий обязанности председатель партии с 15 февраля 2018 года по 22 апреля 2018 года (оспаривалось Токозани Хуфе).
- Токозани Хуфе — председатель партии с 5 февраля 2018 года по декабрь 2020 года (оспаривалось Нельсоном Чамизой).
- Дуглас Мвонзора — председатель партии с декабря 2020 года.

## Участие в выборах

### Выборы в Палату Собрания
| Выборы | Голосов            | Мест       | Δ    |
| ------ | ------------------ | ---------- | ---- |
| 2000   | 1 171 051 (47%)    | 57 из 120  | —    |
| 2005   | 1 041 292 (39,52%) | 41 из 120  | ▼ 16 |
| 2008   | 1 041 176 (42,88%) | 100 из 210 | ▲ 59 |
| 2013   | 1 027 412 (30,29%) | 70 из 270  | ▼ 30 |
| 2018   | 1 786 699 (37,75%) | 89 из 270  | ▲ 19 |

### Выборы в Сенат
| Выборы | Голосов            | Мест     | Δ   |
| ------ | ------------------ | -------- | --- |
| 2008   | 1 035 824 (43,04%) | 24 из 93 | —   |
| 2013   | 1 008 023 (29,85%) | 21 из 80 | ▼ 3 |
| 2018   | —                  | 26 из 80 | ▲ 5 |